# Grand Prix Węgier Formuły 1
Grand Prix Węgier – po raz pierwszy odbyło się 21 czerwca 1936 roku, na torze o długości 3,1 mili, położonym w parku, blisko centrum Budapesztu. Stajnie Mercedes-Benz, Auto Union i Alfa Romeo wysłały po trzy samochody. Z powodów politycznych i wybuchu II wojny światowej, wyścigi Grand Prix nie były organizowane przez najbliższe 50 lat.

## Historia
Zorganizowane w sezonie 1986 i zaliczane do Mistrzostw Świata Formuły 1, Grand Prix Węgier było pierwszym, które odbyło się za żelazną kurtyną. Wyścig odbywa się na krętym torze Hungaroring, jest to jeden z głównych wyścigów sezonu. Na pierwszy wyścig przyszło około 200 000 kibiców, mimo tego, że cena biletu przewyższała wtedy kilkakrotnie średnie wynagrodzenie w kraju. Obecnie Grand Prix jest bardzo popularne wśród Finów, którzy uczęszczają na to Grand Prix z powodu braku Grand Prix w Skandynawii, a od kilku lat Grand Prix Węgier jest także popularne wśród polskich kibiców z powodu niedalekiej odległości od Polski.
W związku z charakterystyką toru, który jest wąski, kręty i często zabrudzony z powodu rzadkiego używania, wyścig kojarzony jest z nudnymi "procesjami". Często zdarza się, że kilka samochodów porusza się za znacznie wolniejszym, nie mogąc go wyprzedzić. Thierry Boutsen zademonstrował to w sezonie 1990, gdy jadąc w wolniejszym Williamsie powstrzymywał skutecznie pretendenta do tytułu Mistrza Świata, Ayrtona Sennę, który nie był w stanie znaleźć dobrego miejsca do wyprzedzania. Sekretem do zwycięstwa na torze Hungaroring jest strategia pit stopów. Michael Schumacher w sezonie 1998 po zmianie taktyki przez jego stajnię, Ferrari, zdołał po zakończeniu wszystkich postojów wygrać wyścig. Wyprzedzanie jest tutaj rzadkością, mimo to w sezonie 1989 Nigel Mansell, startujący z dwunastego pola startowego w Ferrari, wyprzedzał wszystkie auta po kolei, obejmując w końcu prowadzenie, gdy Ayrton Senna utknął za wolniejszym pojazdem. W sezonie 2003 tor został minimalnie zmodernizowany w celu stworzenia lepszych warunków do wyprzedzania.
W Grand Prix Węgier swoje pierwsze zwycięstwa odnieśli Damon Hill (sezon 1993) i Fernando Alonso (sezon 2003), który był pierwszym zwycięzcą Grand Prix pochodzącym z Hiszpanii, a jednocześnie najmłodszym w historii. Także Jenson Button stanął tu po raz pierwszy na najwyższym stopniu podium (sezon 2006). Hill w sezonie 1997 omal nie wygrał tutaj w słabym samochodzie Arrows, ale na ostatnim okrążeniu samochód zepsuł się i musiał ostatecznie zadowolić się drugą pozycją.
Wygraną w 2001 roku Michael Schumacher, wyrównał rekord 51 zwycięstw w Grand Prix należący do Alaina Prosta, równocześnie zwycięstwo zapewniło mu czwarty tytuł Mistrza Świata.
Na Hungaroringu, w sezonie 2006 zadebiutował w Formule 1 polski kierowca: Robert Kubica. W swoim pierwszym wyścigu zajął siódme miejsce, jednak po ważeniu wykonanym po zakończeniu wyścigu okazało się, iż BMW-Sauber Polaka jest dwa kilogramy lżejsze od minimalnej wagi pojazdu, w rezultacie został zdyskwalifikowany.
W sezonie 2009, podczas kwalifikacji Felipe Massa miał wypadek i został przewieziony do szpitala. Do wypadku Massy doszło w końcówce Q2. Gdy zbliżał się do zakrętu nr 4 nieoczekiwanie został uderzony w głowę przez sprężynę ważącą 800 gramów zgubioną przez jadącego przed nim Rubensa Barrichello. Jego bolid wyjechał na pobocze i z prędkością ponad 200 km/h wbił się w barierę ochronną ustawioną z opon. Po przewiezieniu do szpitala została przeprowadzona operacja czaszki i mózgu. Po jej zakończeniu lekarze poinformowali o pęknięciu czaszki i wstrząśnieniu mózgu. Później w stanie ciężkim, lecz stabilnym przeniesiono go na OIOM.
W wyścigu natomiast mechanicy Renault nie dokręcili dokładnie prawego przedniego koła w bolidzie Fernando Alonso, które w trakcie okrążenia zgubił co mogło być potencjalnym zagrożeniem.

## Zwycięzcy Grand Prix Węgier
| Sezon | Kierowca           | Konstruktor         | Tor         |        |
| ----- | ------------------ | ------------------- | ----------- | ------ |
| 1986  | Nelson Piquet      | Williams-Honda      | Hungaroring | Wyniki |
| 1987  | Nelson Piquet      | Williams-Honda      | Hungaroring | Wyniki |
| 1988  | Ayrton Senna       | McLaren-Honda       | Hungaroring | Wyniki |
| 1989  | Nigel Mansell      | Ferrari             | Hungaroring | Wyniki |
| 1990  | Thierry Boutsen    | Williams-Renault    | Hungaroring | Wyniki |
| 1991  | Ayrton Senna       | McLaren-Honda       | Hungaroring | Wyniki |
| 1992  | Ayrton Senna       | McLaren-Honda       | Hungaroring | Wyniki |
| 1993  | Damon Hill         | Williams-Renault    | Hungaroring | Wyniki |
| 1994  | Michael Schumacher | Benetton-Ford       | Hungaroring | Wyniki |
| 1995  | Damon Hill         | Williams-Renault    | Hungaroring | Wyniki |
| 1996  | Jacques Villeneuve | Williams-Renault    | Hungaroring | Wyniki |
| 1997  | Jacques Villeneuve | Williams-Renault    | Hungaroring | Wyniki |
| 1998  | Michael Schumacher | Ferrari             | Hungaroring | Wyniki |
| 1999  | Mika Häkkinen      | McLaren-Mercedes    | Hungaroring | Wyniki |
| 2000  | Mika Häkkinen      | McLaren-Mercedes    | Hungaroring | Wyniki |
| 2001  | Michael Schumacher | Ferrari             | Hungaroring | Wyniki |
| 2002  | Rubens Barrichello | Ferrari             | Hungaroring | Wyniki |
| 2003  | Fernando Alonso    | Renault             | Hungaroring | Wyniki |
| 2004  | Michael Schumacher | Ferrari             | Hungaroring | Wyniki |
| 2005  | Kimi Räikkönen     | McLaren-Mercedes    | Hungaroring | Wyniki |
| 2006  | Jenson Button      | Honda               | Hungaroring | Wyniki |
| 2007  | Lewis Hamilton     | McLaren-Mercedes    | Hungaroring | Wyniki |
| 2008  | Heikki Kovalainen  | McLaren-Mercedes    | Hungaroring | Wyniki |
| 2009  | Lewis Hamilton     | McLaren-Mercedes    | Hungaroring | Wyniki |
| 2010  | Mark Webber        | Red Bull-Renault    | Hungaroring | Wyniki |
| 2011  | Jenson Button      | McLaren-Mercedes    | Hungaroring | Wyniki |
| 2012  | Lewis Hamilton     | McLaren-Mercedes    | Hungaroring | Wyniki |
| 2013  | Lewis Hamilton     | Mercedes            | Hungaroring | Wyniki |
| 2014  | Daniel Ricciardo   | Red Bull-Renault    | Hungaroring | Wyniki |
| 2015  | Sebastian Vettel   | Ferrari             | Hungaroring | Wyniki |
| 2016  | Lewis Hamilton     | Mercedes            | Hungaroring | Wyniki |
| 2017  | Sebastian Vettel   | Ferrari             | Hungaroring | Wyniki |
| 2018  | Lewis Hamilton     | Mercedes            | Hungaroring | Wyniki |
| 2019  | Lewis Hamilton     | Mercedes            | Hungaroring | Wyniki |
| 2020  | Lewis Hamilton     | Mercedes            | Hungaroring | Wyniki |
| 2021  | Esteban Ocon       | Alpine-Renault      | Hungaroring | Wyniki |
| 2022  | Max Verstappen     | Red Bull-RBPT       | Hungaroring | Wyniki |
| 2023  | Max Verstappen     | Red Bull-Honda RBPT | Hungaroring | Wyniki |
| 2024  | Oscar Piastri      | McLaren-Mercedes    | Hungaroring | Wyniki |
| 2025  | Lando Norris       | McLaren-Mercedes    | Hungaroring | Wyniki |
| Sezon | Kierowca           | Konstruktor         | Tor         |        |

Liczba zwycięstw (kierowcy):
- 8 – Lewis Hamilton
- 4 – Michael Schumacher
- 3 – Ayrton Senna
- 2 – Jenson Button, Mika Häkkinen, Damon Hill, Nelson Piquet, Max Verstappen, Sebastian Vettel, Jacques Villeneuve
- 1 – Fernando Alonso, Rubens Barrichello, Thierry Boutsen, Heikki Kovalainen, Nigel Mansell, Lando Norris,  Esteban Ocon, Oscar Piastri, Kimi Räikkönen, Daniel Ricciardo, Mark Webber

Liczba zwycięstw (producenci nadwozi):
- 13 – McLaren
- 7 – Williams, Ferrari
- 5 – Mercedes
- 4 – Red Bull
- 1 – Alpine, Benetton, Honda, Renault

Liczba zwycięstw (producenci silników):
- 15 – Mercedes
- 9 – Renault
- 7 – Ferrari
- 6 – Honda
- 1 – Ford, Honda RBPT, RBPT

## Zwycięzcy Grand Prix Węgier poza Mistrzostwami Świata Formuły 1
| Sezon | Kierowca       | Konstruktor | Tor      |        |
| ----- | -------------- | ----------- | -------- | ------ |
| 1936  | Tazio Nuvolari | Alfa Romeo  | Népliget | Wyniki |
| Sezon | Kierowca       | Konstruktor | Tor      |        |